# Batalla de Ostia (Rafael)
La Batalla de Ostia es una pintura del taller del artista renacentista italiano Rafael. La pintura forma parte del encargo hecho a Rafael para que decorara las habitaciones que hoy son conocidas como Stanze di Raffaello, en el Palacio Apostólico en el Vaticano. Se ubica en la habitación que recibe el nombre de El incendio del Borgo, la Stanza dell'incendio del Borgo. La obra es ejecución principalmente de Giulio Romano, y así se ve en las características figuras agitadas del primer plano, pero el proyecto en sí fue de Rafael.
Fue inspirada por la batalla naval del año 849, narrada en el Liber Pontificalis. Los sarracenos de Sicilia e Italia meridional se enfrentaron a una liga cristiana de barcos Papales, napolitanos y gaetanos ante la ciudad de Ostia. En la pintura el papa León IV, da las gracias después de que los barcos musulmanes resultaran destruidos por una tormenta.
Parece que el Papa León X al elegir este tema estaba pensando en una posible cruzada contra los musulmanes, que en aquel momento amenazaban las costas mediterráneas.
El fresco representa dos escenas distintas. La batalla naval, en si, aparece en segundo plano, dándose mayor prioridad, por lo tanto, a lo que ocurre en el primer plano, que es la entrega de los prisioneros enemigos al Papa, que desembarcan por la derecha. La figura de León IV domina la parte izquierda del primer plano; está sentado en un trono, lo que lo eleva sobre quienes le rodean; mira al cielo en un gesto de agradecimiento a Dios; viste ropas lujosas de color dorado. Se le han conferido los resgos de León X, y los cardenales que le rodean tienen las facciones de los cardenales Bibbiena y Julio de Médici.